# 宇宙定数
| なぜ真空の零点エネルギーによって、大きな宇宙定数にならないのか？ 何がその値を打ち消しているのか？ |

宇宙定数（うちゅうていすう、cosmological constant）は、アインシュタインの重力場方程式の中に現れる宇宙項（うちゅうこう）の係数。宇宙定数はスカラー量で、通常Λ（ラムダ）と書き表される。

## 概説
重力場方程式を最小限の仮定で導出すると、
{\displaystyle R_{\mu \nu }-{1 \over 2}Rg_{\mu \nu }+\Lambda g_{\mu \nu }={8\pi G \over c^{4}}T_{\mu \nu }}
という式が得られる。宇宙定数 {\displaystyle \Lambda }と計量テンソル {\displaystyle g_{\mu \nu }}の積である左辺第3項が宇宙項 {\displaystyle \Lambda g_{\mu \nu }}であり、時空が持つ斥力（{\displaystyle \Lambda >0}）または引力（{\displaystyle \Lambda <0}）を表すが、通常はわずかに正（わずかな斥力）とされる。
アインシュタインが1916年に発表した最初の重力場方程式は、
{\displaystyle R_{\mu \nu }-{1 \over 2}Rg_{\mu \nu }={8\pi G \over c^{4}}T_{\mu \nu }}
であった。最初の式で{\displaystyle \Lambda =0}とした場合に相当する。しかし、1917年の論文ではアインシュタインは、宇宙項を含む式を発表。その理由については、アインシュタインは宇宙の大きさは不変と考えていたが、一般相対性理論を宇宙に適用すると重力などの影響で縮むと気づき、宇宙定数をわずかに正とし「万有斥力」を導入することで定常な宇宙を導くためとされている。

## 否定
しかしエドウィン・ハッブルらの観測によって、宇宙が膨張していることが明らかになり、アインシュタインはこの宇宙定数の導入を生涯で「最大の過ち」（biggest blunder）として後悔したというエピソードは有名である。ただしこの言葉は、本人から聞いて紹介したというジョージ・ガモフの報告以外に出典がないのでガモフの創作であろうという説もある。なお、2018年になって「他にもこれに言及している記録があり、ガモフによる創作ではない」とする論文が発表されている。
宇宙が静的ではないことを認めてから、アインシュタインは宇宙定数を嫌悪するようになった。しかしこの定数は宇宙の膨張の加速度を表現するという確固とした役割があり、したがって宇宙定数を消去する理由はどこにもないという事をアインシュタインに説明したのはビッグバン理論の提唱者ジョルジュ・ルメートルだった。

## 再評価
標準ビッグバン宇宙モデルの初期条件を説明する宇宙のインフレーションモデルは、宇宙の初期に時空が指数関数的な膨張を遂げた、とするモデルであるが、その原理は、宇宙項の存在に相当する真空のエネルギーの存在である。
近年、遠方の超新星の観測結果および宇宙マイクロ波背景放射（宇宙背景放射）の観測結果などから、我々の宇宙は現在、加速的に膨張していることが明らかになってきており、加速膨張を説明するメカニズムとして、宇宙項の存在が支持されている。 宇宙定数の源の有力な候補としては真空のエネルギーなどが挙げられ、これを仮定すると宇宙定数の大きさは、自然単位系で評価してナイーブには1の程度になる。しかし、観測的には{\displaystyle 10^{-120}}以下であることが分かっており、この矛盾を埋めるメカニズムは現代宇宙論の未解決問題のひとつになっている。最近では、宇宙の加速膨張を担うものとして、宇宙項の可能性を含め、ダークエネルギーと総称することが普通になっている。
- Sketch of the timeline of the Universe in the ΛCDM model. The accelerated expansion in the last third of the timeline represents the dark-energy dominated era.
- Lambda-CDM, accelerated expansion of the universe. The time-line in this schematic diagram extends from the Big Bang/inflation era 13.7 Byr ago to the present cosmological time.